# Come Shop wit Me
Come Shop wit Me jest drugim studyjnym albumem amerykańskiego rapera Younga Jeezy’ego. Jest to również drugi niezależny krążek.
Gościnnie na albumie pojawiają się Bone Crusher, Lil Jon, Pastor Troy, Cutty (z Jim Crow) i wielu innych.

## Lista utworów

### Dysk 1
1. "Can U Smell"
2. "We Can Play the Game" (feat. 11/29)
3. "22"s or Better"
4. "Ain't A"
5. "Let Me Hit Dat" (feat. FiDank)
6. "Take It to the Floor" (feat. Bone Crusher)
7. "Gangsta Walkin'" (feat. Dank)
8. "Put the Whip on It"
9. "Mel Man Speaks"
10. "Put the Whip on It (Pt.2)"
11. "Haters" (feat. Lil Jon, 11/29)
12. "GA" (feat. Pastor Troy & Shawty Redd)

### Dysk 2
1. "Real Talk"
2. "Come Shop wit' Me"
3. "Ain't Nothin Like"
4. "Thug Ya" (feat. Oobie)
5. "I'm a Gangsta" (feat. Kinky)
6. "Bananas"
7. "2Nite" (feat. Cutty Cartel)
8. "That's What's Up" (feat. Mykel)
9. "I Ride" (feat. Kinky)
10. "Rainy Days" (feat. Jennie Lasater)
11. "Gold Mouth Speaks"
12. "The Game" (feat. Sunny Spoon and Lil C)
13. "Gold Mouth Speaks"
14. "Matrix"